# Bełk (Cisek)
Bełk – przysiółek wsi Cisek w Polsce, położony w województwie opolskim, w powiecie kędzierzyńsko-kozielskim, w gminie Cisek.
W latach 1975–1998 przysiółek należał administracyjnie do ówczesnego województwa opolskiego.